# Dekanat dubičko-kostajnički
Dekanat dubičko-kostajnički – jeden z 8 dekanatów rzymskokatolickich wchodzących w skład archidiakonatu gorsko-zrinskiego diecezji sisackiej w Chorwacji. 
Według danych na październik 2015 roku, w jego skład wchodziło 10 parafii.

## Lista parafii
Źródło:
| Lp. | Miejscowość         | Parafia                                   | Proboszcz                  | Kościół                                           | Grafika |
| --- | ------------------- | ----------------------------------------- | -------------------------- | ------------------------------------------------- | ------- |
| 1   | Divuša              | Parafia św. Katarzyny                     | vlč. Stjepan Filipec       | Katedra św. Katarzyny w Divuša                    |         |
| 2   | Donji Kukuruzari    | Parafia św. Ilji, proroka                 | fra Stjepan Jambrošić, OFM | Kościół św. Ilji w Donji Kukuruzari               |         |
| 3   | Gušće               | Parafia św. Mikołaja, biskupa             | vlč. Damir Ceković         | Kościół św. Mikołaja w Gušće                      |         |
| 4   | Gvozdansko          | Parafia św. Filipa i św. Jakuba Apostołów | vlč. Stjepan Filipec       | Kościół św. Filipa i św. Jakuba w Gvozdansko      |         |
| 5   | Hrvatska Dubica     | Parafia Trójcy Przenajświętszej           | vlč. Malković Josip        | Kościół Trójcy Przenajświętszej w Hrvatska Dubica |         |
| 6   | Hrvatska Kostajnica | Parafia św. Mikołaja, biskupa             | fra Stjepan Jambrošić, OFM | Kościół św. Mikołaja w Hrvatska Kostajnica        |         |
| 7   | Kratečko            | Parafia św. Rocha                         | vlč. Damir Ceković         | Kościół św. Rocha w Kratečko                      |         |
| 8   | Prelošćica          | Parafia św. Michała Archanioła            | vlč. Damir Ceković         | Kościół św. Michała Archanioła w Prelošćica       |         |
| 9   | Sunja               | Parafia św. Marii Magdaleny               | vlč. Ivan Faletar          | Kościół św. Marii Magdaleny w Sunja               |         |
| 10  | Zrin                | Parafia Znalezienia Krzyża Świętego       | vlč. Stjepan Filipec       | Kościół Znalezienia Krzyża Świętego w Zrin        |         |